# فهرست سفیران ایران در امارات متحده عربی
پس از استقلال امارات متحده عربی در سال ۱۹۷۱ میلادی، دولت ایران این کشور را به رسمیت شناخت. در تاریخ ۲۸ دی ۱۳۵۱ نخستین سفیر ایران در امارات عربی متحده استوارنامه خود را به شیخ زاید حاکم ابوظبی و رئیس وقت کشور امارات تسلیم کرد و در تاریخ ۲۶ اسفند ۱۳۵۱ خورشیدی اولین سفیر امارات به ایران آمد.
تا اواخر دوره پهلوی روابط سیاسی بین دو کشور در سطح سفیر بود؛ ولی پس از پیروزی انقلاب اسلامی تا سال ۱۳۶۳ سطح روابط سیاسی به کاردار تنزل پیدا کرد. از سال ۱۳۶۳ تا ۱۳۹۴ به بعد روابط سیاسی بین دو کشور در سطح سفیر و از سال ۱۳۹۴ تا ۱۴۰۲ دوباره به سطح کاردار تنزل و از آغاز سال ۱۴۰۲ دوباره به سطح سفیر ارتقا یافته‌است.

## پهلوی
- منوچهر بهنام (نخستین سفیر) ۲۸ دی ۱۳۵۱–۱۳۵۶

## جمهوری اسلامی
کاهش روابط به سطح کاردار تا سال ۱۳۶۳
- محمدجواد مادرشاهی
- کاشانی
- زعفری
- مصطفی فومنی حائری
- حسن امینیان
- محمدعلی نجف‌آبادی ۱۳۶۸-۱۳۷۰
- حسین امینیان[۱]
- حسین صادقی ۱۳۷۵–۱۳۷۹
- محمدعلی نجف‌آبادی ۲۲ دی ۱۳۸۳–۱۳۸۵
- حمیدرضا آصفی ۱۳۸۵–۱۳۸۸
- مهدی آقاجعفری ۱۳۸۸ تا ۱۳۸۹
- محمدرضا فیاض ۱۳۸۹ تا ۱۳۹۴

کاهش روابط به سطح کاردار
- محمد براتیان ۱۳۹۴ تا ۱۳۹۹
- سید محمد حسینی ۱۳۹۹ تا ۱۴۰۱
- حسین حیدری ۱۴۰۱ تا ۱۴۰۲

ارتقا سطح روابط به سفیر
- رضا عامری فروردین ۱۴۰۲ تاکنون‌[۲]